# Trofeo Luigi Berlusconi
El Trofeo Luigi Berlusconi fue un partido amistoso de fútbol que se celebraba anualmente en Milán. Fue fundado por el presidente del A.C. Milan, Silvio Berlusconi en memoria de su padre Luigi Berlusconi. En un principio el trofeo se iba a celebrar cada año contra un rival diferente que hubiese ganado la Liga de Campeones de la UEFA, aunque después se convirtió en un enfrentamiento Milan vs. Juventus.  La última edición se realizó en 2021.
El trofeo fue ganado en 13 ocasiones por el A.C. Milan y en 11 ocasiones por el Juventus.

## Final
| Fecha                  | Final                                                   | Final                   | Final                                       |
| Fecha                  | Ganador                                                 | Resultado               | Perdedor                                    |
| ---------------------- | ------------------------------------------------------- | ----------------------- | ------------------------------------------- |
| 23 de agosto de 1991   | Juventus 18’ e 30’ Casiraghi                            | 2 - 1                   | Milan 23’ Maldini                           |
| 22 de agosto de 1992   | Milan 4’ Papin                                          | 1 - 0                   | Internazionale                              |
| 17 de agosto de 1993   | Milan 20’ Simone, 23’ Papin, 39’ Boban                  | 3 - 2                   | Real Madrid 42’ Michel, 55’ Zamorano (Pen.) |
| 17 de agosto de 1994   | Milan 67’ Gullit                                        | 1 - 0                   | Bayern Múnich                               |
| 18 de agosto de 1995   | Juventus                                                | 0 - 0 (pró.) (6:5 pen.) | Milan                                       |
| 21 de agosto de 1996   | Milan 83’ Eranio                                        | 1 - 0                   | Juventus                                    |
| 19 de agosto de 1997   | Milan 54’ Cruz, 60’ Kluivert, 62’ Weah                  | 3 - 1                   | Juventus 31’ Conte                          |
| 25 de agosto de 1998   | Juventus 66’ e 85’ Inzaghi                              | 2 - 1                   | Milan 31’ Bierhoff                          |
| 17 de agosto de 1999   | Juventus 26’ Del Piero                                  | 1 - 0                   | Milan                                       |
| 27 de agosto de 2000   | Juventus 24’ Trezeguet, 65’ Inzaghi                     | 2 - 2 (pró.) (7:6 pen.) | Milan 2’ José Mari, 35’ Shevchenko (pen.)   |
| 18 de agosto de 2001   | Juventus 5’ Del Piero                                   | 1 - 1 (pró.) (4:3 pen.) | Milan 85’ Serginho (pen.)                   |
| 18 de agosto de 2002   | Milan                                                   | 0 - 0 (pró.) (3:1 pen.) | Juventus                                    |
| 17 de agosto de 2003   | Juventus 40’ Del Piero, 45’ Camoranesi                  | 2 - 0                   | Milan                                       |
| 28 de agosto de 2004   | Juventus 46’ Olivera                                    | 1 - 0                   | Milan                                       |
| 14 de agosto de 2005   | Milan 52’ Kaká, 76’ Serginho                            | 2 - 1                   | Juventus 20’ Vieira                         |
| 6 de enero de 2007     | Milan 29’ Inzaghi, 68’ Seedorf, 86’ Aubameyang          | 3 - 2                   | Juventus 40’ Nedvěd, 67’ Del Piero          |
| 17 de agosto de 2007   | Milan 43’ y 47’ Inzaghi                                 | 2 - 0                   | Juventus                                    |
| 17 de agosto de 2008   | Milan 20’ Jankulovski, 25’ y 79´ Ambrosini, 51’ Inzaghi | 4 - 1                   | Juventus 70’ Pasquato                       |
| 17 de agosto de 2009   | Milan 69’ Pato                                          | 1 - 1 (pró.) (6:5 pen.) | Juventus 28’ Diego                          |
| 22 de agosto de 2010   | Juventus                                                | 0 - 0 (pró.) (5:4 pen.) | Milan                                       |
| 21 de agosto de 2011   | Milan 9’ Boateng, 23' Seedorf                           | 2 - 1                   | Juventus 57’ Vučinić                        |
| 19 de agosto de 2012   | Juventus 12’ Marchisio, 42’ Vidal, 64’ Matri            | 3 - 2                   | Milan 9’ y 77’ Robinho                      |
| 5 de noviembre de 2014 | Milan 30' Pazzini, 85' Bonaventura                      | 2 - 0                   | San Lorenzo                                 |
| 21 de octubre de 2015  | F.C. Internazionale 12' Kondogbia                       | 1 - 0                   | AC Milan                                    |
| 31 de julio de 2021    | Juventus 13' Ranocchia, 53' Kulusevski                  | 2 - 1                   | AC Monza 87' D'Alessandro                   |

## Títulos por equipo
| Equipo                 | Títulos | Subtítulos | Años campeón                                                                 |
| ---------------------- | ------- | ---------- | ---------------------------------------------------------------------------- |
| A. C. Milan            | 13      | –          | 1992, 1993, 1994, 1996, 1997, 2002, 2005, 2006, 2007, 2008, 2009, 2011, 2014 |
| Juventus F. C.         | 11      | –          | 1991, 1995, 1998, 1999, 2000, 2001, 2003, 2004, 2010, 2012, 2021             |
| F. C. Internazionale   | 1       | 1          | 2015                                                                         |
| Real Madrid C. F.      | –       | 1          | –                                                                            |
| F. C. Bayern de Múnich | –       | 1          | –                                                                            |
| San Lorenzo            | –       | 1          | –                                                                            |
| A. C. Monza            | –       | 1          | –                                                                            |

## Goleadores
| Pos. | Jugador                   | Equipo            | Goles |
| ---- | ------------------------- | ----------------- | ----- |
| 1    | Filippo Inzaghi           | A. C. Milan       | 7     |
| 2    | Alessandro Del Piero      | Juventus F. C.    | 4     |
| 3    | Serginho                  | A. C. Milan       | 2     |
|      | Jean-Pierre Papin         | A. C. Milan       | 2     |
|      | Massimo Ambrosini         | A. C. Milan       | 2     |
|      | Pierluigi Casiraghi       | Juventus F. C.    | 2     |
|      | Clarence Seedorf          | A. C. Milan       | 2     |
| 8    | Paolo Maldini             | A. C. Milan       | 1     |
|      | Arturo Vidal              | Juventus F. C.    | 1     |
|      | Kaká                      | A. C. Milan       | 1     |
|      | Pierre-Emerick Aubameyang | A. C. Milan       | 1     |
|      | Pavel Nedvěd              | Juventus F. C.    | 1     |
|      | Rubén Olivera             | Juventus F. C.    | 1     |
|      | Mauro Camoranesi          | Juventus F. C.    | 1     |
|      | Andriy Shevchenko         | A. C. Milan       | 1     |
|      | David Trezeguet           | Juventus F. C.    | 1     |
|      | José Mari                 | A. C. Milan       | 1     |
|      | Oliver Bierhoff           | A. C. Milan       | 1     |
|      | George Weah               | A. C. Milan       | 1     |
|      | Patrick Kluivert          | A. C. Milan       | 1     |
|      | André Cruz                | A. C. Milan       | 1     |
|      | Antonio Conte             | Juventus F. C.    | 1     |
|      | Stefano Eranio            | A. C. Milan       | 1     |
|      | Ruud Gullit               | A. C. Milan       | 1     |
|      | Iván Zamorano             | Real Madrid C. F. | 1     |
|      | Míchel                    | Real Madrid C. F. | 1     |
|      | Zvonimir Boban            | A. C. Milan       | 1     |
|      | Marco Simone              | A. C. Milan       | 1     |
|      | Marek Jankulovski         | A. C. Milan       | 1     |
|      | Cristian Pasquato         | Juventus F. C.    | 1     |

## Entrenadores
- Carlo Ancelotti: 1999 y 2000 con el Juventus y en 2002, 2005, 2006, 2007 y 2008 con el AC Milan
- Fabio Capello: 1992, 1993, 1994 y 1997 con el AC Milan y 2004 con el Juventus
- Marcello Lippi: 1995, 1998, 2001 y 2003 con el Juventus
- Luigi Delneri: 2010 con el Juventus
- Massimiliano Allegri: 2011 con el AC Milan

- Datos: Q1344269